# Antropoteísmo
O antropoteísmo (do grego ανθρωπος, anthropos, "humano" e theos θεóς, deus) é a representação de uma divindade incorpórea sob a forma e atributos do ser humano, ou a crença de que os deuses são apenas seres humanos divinizados.